# Иван М. Максимовић
Иван М. Максимовић (Београд, 21. април 1924 — Београд, 8. јануар 2007) био је српски академик и правник.

## Биографија
Основну школу и гимназију је похађао у Београду. Из гимназије је избачен за вријеме рата због чланства у СКОЈ-у.
После завршетка студија на Правном факултету у Београду 1949. године, постао је асистент на катедри економских наука Економског факултета 1950. године. Докторирао је 1957. године на Правном факултету са темом „Економска теорија социјализма у грађанској економској науци”.
Више је пута боравио на специјализацији и научном усавршавању у иностранству као асистент, доцент и вандредни професор и то у Торину 1954, гдје је дипломирао на курсу Института за европске студије, на Правном факултету у Паризу је слушао предавања на постдипломским студијама 1955, током 1958, 1962. и 1968. године је слушао предавања и радио на Лонднојско школи економије и политичких наука на Лондонском универзитету. Школску 1961/62. је провео у Сједињеним Државама као стипендиста Фордове фондације на специјализацији из области упоредних социјалистичких економских система и посткласичне економске теорије о социјализма на универзитетима Колумбија, Хардвард и Калифорнија.
Максимовић је био генерални секретар и потпредсједник Савеза еономиста Југославије, предсједник Савеза економиста Србије. Вршио је функцију помоћника директора Института друштвених наука у Београду и управника Института економских ИДН.
Дописни члан Српске академије наука и уметности је постао 16. новембра 1978, а редовни члан 12. децембра 1985. године. Вршио је функцију секретара Одељења друштвених наука САНУ у периоду од 1989. до 1993. године.
За свој научни и јавни рад Иван Максимовић је одликован Орденом заслуга за народ 1948. године и Орденом рада са златним венцем 1972. године. Награђен је и повељом Захвалница за допринос научном, педагошком и организационом раду на Правом факултету у Београд 1995. године.
Правни факултет у Београд је објавио у част његовог пензионисања двоброј 5/6 Анала Правног факултета за 1991. годину.

## Меморандум САНУ
Иван Максимовић је био члан комисије која састављала Меморандум САНУ, коју је поред њега чинило још 15 академика.